# 鹿児島鍼灸専門学校
鹿児島鍼灸専門学校（かごしましんきゅうせんもんがっこう）とは、鹿児島県鹿児島市にある医療系の専門学校である。運営母体は、学校法人久木田学園。

## 設置学科
- 鍼灸あん摩マッサージ指圧学科 [昼間部3年制]

## 住所
鹿児島市高麗町37-7

## 交通手段
鹿児島中央駅から徒歩10分。